# Maham

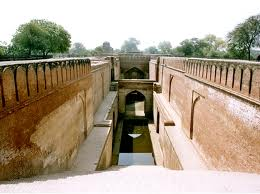
Maham – Stufenbrunnen Choron-ki-Baoli

Maham oder Meham (Hindi महम) ist eine nordindische Stadt mit ca. 25.000 Einwohnern im Distrikt Rohtak im Bundesstaat Haryana. Der Subdistrikt (tehsil) hat insgesamt ca. 230.000 Einwohner.

## Lage und Klima
Die Stadt Maham liegt im Südwesten der fruchtbaren Ganges-Yamuna-Ebene Nordindiens unweit der Grenze zu Rajasthan in einer Höhe von ca. 215 m. Die Entfernung zur südöstlich gelegenen indischen Hauptstadt Delhi beträgt ca. 117 km (Fahrtstrecke); die alte Mogul-Hauptstadt Agra ist ca. 327 km entfernt. Das Klima ist zumeist warm bis heiß und trocken; Regen (ca. 650 mm/Jahr) fällt nahezu ausschließlich während der Monsunzeit (Juni bis September).

## Bevölkerung
Ca. 99 % der Einwohner sind Hindus; der Rest entfällt auf Moslems, Jains, Christen, Buddhisten etc. Der weibliche Bevölkerungsanteil ist ungefähr 10 % kleiner als der männliche.

## Wirtschaft
Das Umland von Maham ist immer noch weitgehend agrarisch geprägt; die Stadt selbst dient als Zentrum für Handel, Handwerk und Dienstleistungen aller Art.

## Geschichte
Ihre Blütezeit erlebte die Stadt während der Mogulherrschaft im 16. und 17. Jahrhundert. Der Großmogul Humayun stiftete im Jahr 1561 eine Freitagsmoschee (Jama Masjid). Sein Sohn Akbar I. gab den Ort als Lehen (jagir) in die Hände von Shabaz Khan, einem paschtunisch-stämmigen Heerführer und Vater von Khushal Khan Khattak. Auch in der Zeit Shah Jahans und Aurangzebs war die Stadt nicht unwichtig, sondern erhielt einen Stufenbrunnen und eine weitere große Moschee (Pirzada Masjid).

## Sehenswürdigkeiten
- Das kleine Mogul-Fort liegt weitgehend in Ruinen.
- Gleiches gilt für die beiden Moscheen und die zwei Grabbauten der Stadt.[3][4]
- Der Stufenbrunnen Shahjahan-ki-Baoli oder Choron-ki-Baoli stammt aus den späten Jahren der Regierungszeit des Mogul-Herrschers Shah Jahan (reg. 1628–1658)

## Persönlichkeiten
- Muhammad Ramzan (1769–1825), muslimischer Reformprediger